# Auranus hoeferscovitorum
Auranus hoeferscovitorum is een hooiwagen uit de familie Stygnidae. De wetenschappelijke naam van Auranus hoeferscovitorum gaat terug op Pinto-da-Rocha.